# Homosexualidad en el fútbol profesional

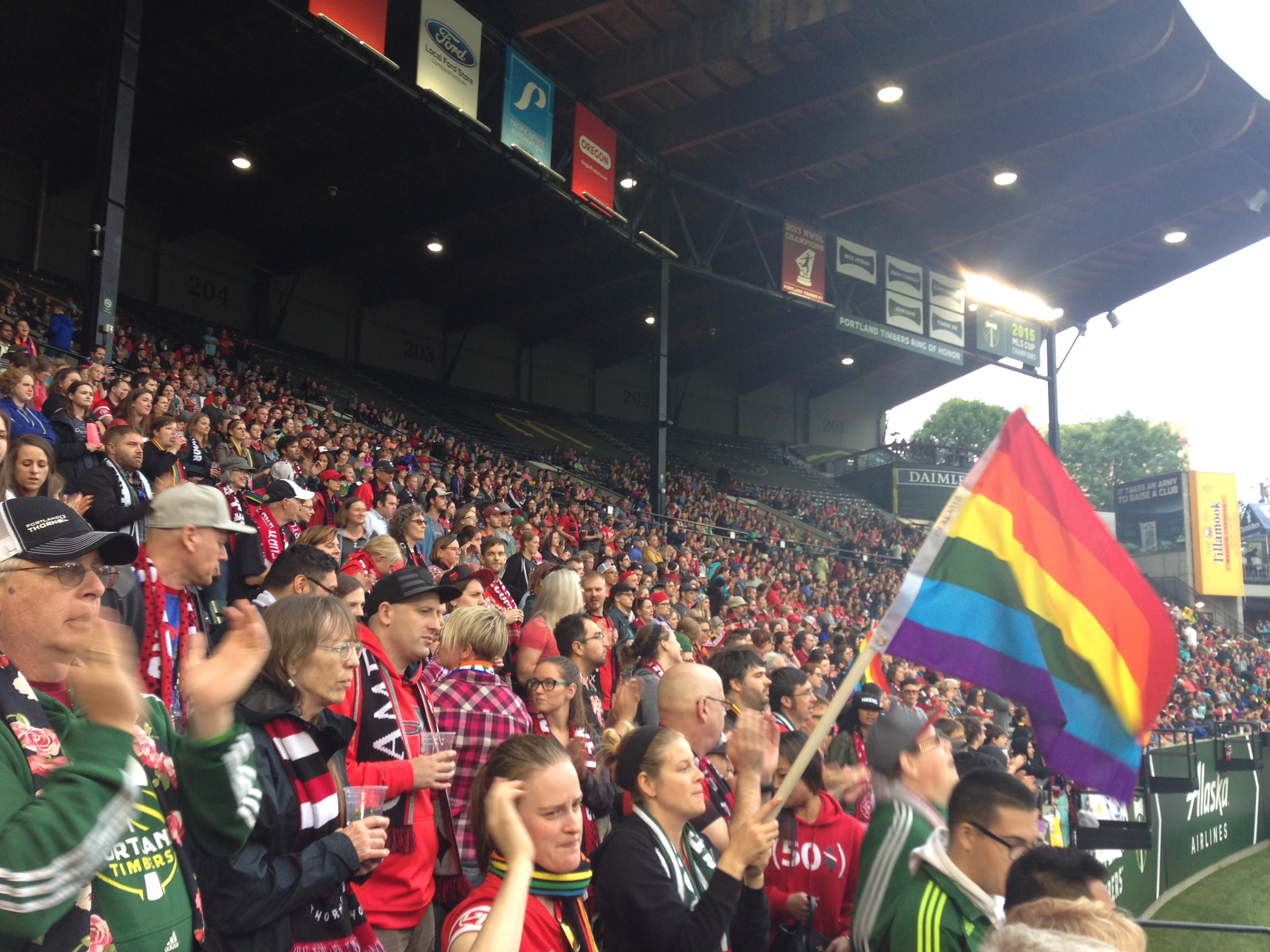
Un aficionado ondeando una bandera LGBT durante un partido de fútbol.

La homosexualidad en el fútbol profesional, al igual que en otras disciplinas deportivas, es un tema que históricamente se ha tratado como tabú al interior de los clubes futbolísticos masculinos, tanto dentro de los equipos como a nivel dirigencial, en un ambiente que se percibe predominantemente machista, donde además la figura del futbolista es un modelo de masculinidad a seguir dentro de la cultura futbolística. Han sido comunes las situaciones de homofobia en los estadios, con cánticos y vitoreos, ofensivos y discriminatorios, emitidos por la hinchada o entre los mismos jugadores adversarios y que hacen referencia a la homosexualidad; no obstante, la FIFA, el organismo que regula este deporte a nivel mundial, elaboró una «guía de buenas prácticas» donde prohíbe explícitamente conductas que atenten contra la orientación sexual de las personas, incluyéndose como parte del «juego limpio» en esta disciplina deportiva. Por otro lado, una situación contraria sucede en el fútbol femenino, donde existe una mayor tolerancia social hacia el lesbianismo y la bisexualidad de las jugadoras, con un importante número de futbolistas profesionales que se han declarado públicamente como parte del colectivo LGBT.

## Historia

### Fútbol masculino
En 1990, el futbolista inglés, Justin Fashanu, fue el primero del mundo en salir del armario y asumirse públicamente como gay. Desde ese entonces, tanto solo un par de otros futbolistas profesionales hicieron lo mismo. En muchos casos de los pioneros, los deportistas solo hicieron pública su orientación sexual al corto tiempo antes retirarse de su carrera futbolística o una vez ya retirados.
En 1992, fue creada la International Gay and Lesbian Football Association, institución que reúne a equipos de fútbol con jugadores homosexuales y lesbianas alrededor del mundo. Otras organizaciones internacionales, como la Federación Europea del Deporte Gay y Lésbico, incluyen al fútbol dentro de sus competencias.
En 2015, la Federación Turca de Fútbol fue condenada por la justicia de ese país por el trato discriminatorio que le dieron a Halil İbrahim Dinçdağ, un árbitro profesional turco que le fue retirada su licencia arbitral en 2008, una vez que salió del armario públicamente como gay en la televisión de ese país, luego de haber sido rechazado por el Ejército de Turquía para realizar su servicio militar en dicho año aludiendo «alteraciones psicológicas» solo por su orientación sexual.
En América Latina, a comienzos de 2018 ya habían sido sancionadas las selecciones de Argentina, Brasil, Chile, México y Perú, por cánticos e insultos homofóbicos pronunciados durante las clasificatorias al Mundial de Rusia celebrado ese año, siendo calificados por las autoridades futbolísticas internacionales como «actos discriminatorios y antideportivos». Ese mismo año, el futbolista francés, Olivier Giroud, reconocido heteroaliado en favor de los derechos de las minorías sexuales en este deporte a nivel profesional, declaró al diario Le Figaro que «es imposible ser abiertamente homosexual en el fútbol», a lo que lo atribuyó a las burlas y presión social dentro del entorno futbolístico de ese momento.
El futbolista inglés, Troy Deeney, aseveró a la prensa en junio de 2020 que «hay al menos un gay o bisexual en cada equipo de fútbol» y reveló la «preocupación» que tienen esos jugadores en revelar su orientación sexual o que sean descubiertos. En consecuencia, al mes siguiente, un futbolista activo que juega en la Premier League, hizo pública una carta de manera anónima a la prensa británica, en donde reveló su homosexualidad y lo «tormentoso» que resulta mantener su verdadera orientación sexual en secreto en su trabajo.
En febrero de 2021, más de 800 personajes de la Bundesliga alemana, que incluyó a jugadores y dirigentes, realizaron una campaña contra la homofobia en el fútbol llamada «Pueden contar con nosotros» (ihr könnt auf uns zählen en alemán), donde aparecieron públicamente en la revista futbolística 11 Freunde, sosteniendo un cartel de fondo con los colores de la bandera arcoíris, haciendo un llamado a todos sus colegas LGBT a no tener miedo por su orientación sexual.
En junio de 2022, el exfutbolista brasileño Richarlyson se declaró como bisexual, siendo el primero abiertamente LGBT que haya jugado en la selección masculina de fútbol de su país. Ese mismo año, la celebración de la Copa Mundial en Catar generó una oleada de críticas a nivel internacional, debido al trato legal y social que tiene la diversidad sexual en ese país..
El 13 de febrero de 2023, Jakub Jankto difundió un vídeo en el que confirmaba su homosexualidad. Según informa el periódico deportivo digital Relevo, es el primer jugador que ha participado en la Liga española y ha hecho pública su homosexualidad.En junio de ese mismo año, el jugador español Borja Iglesias difundió un vídeo contra la homofobia a modo de historia alternativa, sobre un mundo con mayoría homosexual en el cual él "sale del armario" como heterosexual, con todas las repercusiones que esto tendría.

## Futbolistas profesionales públicamente declarado de la "comunidad LGBT"

### Fútbol masculino
| Nombre              | País de origen  | Carrera   | Año de salida del armario | Notas y referencias |
| ------------------- | --------------- | --------- | ------------------------- | ------------------- |
| Justin Fashanu      | Inglaterra      | 1978–1997 | 1990                      |                     |
| Olivier Rouyer      | Francia         | 1973–1990 | 2008                      |                     |
| David Testo         | Estados Unidos  | 2003–2011 | 2011                      |                     |
| Jonathan de Falco   | Bélgica         | 2004–2011 | 2011                      | [ 17 ]              |
| Anton Hysén         | Suecia          | 2008–     | 2011                      |                     |
| Robbie Rogers       | Estados Unidos  | 2005–2017 | 2013                      |                     |
| Thomas Hitzlsperger | Alemania        | 2001–2013 | 2014                      | [ 18 ]              |
| Collin Martin       | Estados Unidos  | 2013–     | 2018                      | [ 19 ]              |
| Andy Brennan        | Australia       | 2010–     | 2019                      | [ 20 ]              |
| Thomas Beattie      | Inglaterra      | 2008–2015 | 2020                      | [ 21 ]              |
| Josh Cavallo        | Australia       | 2017–     | 2021                      |                     |
| Emerson Ferretti    | Brasil          | 1991–2007 | 2022                      | [ 22 ]              |
| Richarlyson         | Brasil          | 2002–2021 | 2022 (como bisexual)      | [ 13 ]              |
| Jake Daniels        | Inglaterra      | 2022–     | 2022                      | [ 23 ]              |
| Zander Murray       | Escocia         |           |                           | [ 24 ]              |
| Jakub Jankto        | República Checa | 2014–     | 2023                      | [ 25 ]              |
| Alberto Lejárraga   | España          |           | 2023                      | [ 26 ]              |

## Árbitros profesionales públicamente declarados LGBT
| Nombre                         | País de origen | Carrera | Año de salida del armario | Notas y referencias |
| ------------------------------ | -------------- | ------- | ------------------------- | ------------------- |
| Jorge José Emiliano dos Santos | Brasil         |         | 1988                      |                     |
| Jesús Tomillero Benavente      | España         |         | 2015                      |                     |
| Tom Harald Hagen               | Noruega        |         | 2020                      |                     |
| Igor Benevenuto                | Brasil         |         | 2022                      | [ 27 ]              |